# Kværndrup
Kværndrup – miejscowość w Danii w regionie Dania Południowa, położone na wyspie Fionia. Jest węzłem drogowym, w którym autostrada Svendborgmotorvejen krzyżuje się z drogą krajową nr 8 (Sønderborg – Nyborg). W 2016 roku zamieszkane przez 1673 osoby.
W miejscowości znajduje się stacja kolejowa na linii Svendborgbanen z Odense do Svendborga.